# 福島県道56号常磐勿来線
福島県道56号常磐勿来線（ふくしまけんどう56ごう じょうばんなこそせん）は、福島県いわき市にある県道（主要地方道）である。

## 概要
いわき市常磐地区と勿来地区を結ぶ県道であり、旧来の陸前浜街道である。

### 路線データ
- 起点 - いわき市常磐湯本町字天王崎（福島県道14号いわき石川線交点）
- 終点 - いわき市勿来町四沢（国道6号本線・常磐バイパス交点）
- 総延長 - 17.720km
  - 実延長 - 16.752km[1]

## 歴史
- 1982年4月1日 - 建設省告示第935号が公布され、県道常磐勿来線が主要地方道常磐勿来線として指定される。
- 1982年（昭和57年）4月1日 - 福島県によって現在の県道路線と路線名が認定される[2]。
- 1993年（平成5年）5月11日 - 建設省から、県道常磐勿来線が常磐勿来線として主要地方道に指定される[3]。

## 路線状況

### 重複区間
- 福島県道240号釜戸小名浜線（いわき市渡辺町田部字仲ノ町 - 同市渡辺町田部字深町）
- 福島県道10号日立いわき線（いわき市植田町小名田 - 同市植田町中央3丁目）
- 福島県道20号いわき上三坂小野線（いわき市植田町中央2丁目 - 同市植田町本町1丁目）

### 道路施設
勝善橋
- 全長：10.0m
- 幅員：10.0m
- 竣工：1985年[4]

常磐下湯長谷町字道下・字シザから字岩崎・字町下に跨り、二級水系藤原川水系湯長谷川を渡る。
蟹打橋
- 全長：33.0m
- 幅員：13.0m
- 竣工：1988年[4]

常磐白鳥町字北蟹打・字壱丁田から字蟹打・に跨り、二級水系藤原川を渡る。
泉田橋
- 全長：11.0m
- 幅員：8.0m
- 竣工：1977年[4]

渡辺町泉田字藤神前・字一町田から字馬沢・字花輪に跨り、二級水系藤原川水系岩崎川を渡る。
新高橋
- 全長：34.4m
- 幅員：8.0m
- 形式：単径間単純合成鋼鈑桁橋
- 竣工：1985年

渡辺町田部字江添から字清水に跨り、二級水系藤原川水系釜戸川を渡る。狭隘で屈曲を繰り返す渡辺町田部の集落を迂回するバイパス建設に伴い、1934年に架けられた旧橋梁の老朽化対策のため、1983年度地方道橋梁整備事業として着工された。総事業費は1億2600万円。
大沢橋
- 全長：15.0m
- 幅員：9.0m
- 竣工：1978年[6]

添野町字頭巾平に位置し、二級水系鮫川水系渋川を渡る。
御所内橋
- 全長：25.3m
- 幅員：6.5(11.0)m
- 形式：PC単純プレテン床版桁橋
- 竣工：2000年度

添野町字桑木町から字大町に跨り、二級水系鮫川水系渋川を渡る。橋上は上下対向2車線で供用され、上り線側に幅員2.5mの歩道が設置されている。1929年に架けられた旧橋の老朽化対策と線形改良、拡幅のために従来の下流側に建設され路線が付け替えられた。旧橋は撤去されたが、現在も旧橋の取り付け道路部分が残されている。現橋と旧橋の間には水管橋が並行して架けられている。総工費は9200万円。
石塚橋
- 全長：30.7m
- 幅員：6.5(11.0)m
- 形式：PC単純バイプレ中空床版桁橋
- 竣工：2001年度

石塚町字関場から植田町字西荒田に跨り、二級水系鮫川水系渋川を渡る。橋上は上下対向2車線で供用され、下り線側に幅員2.5mの歩道が設置されている。すぐ下流側に並行するJR常磐線の鉄橋が架けられている。1959年に架けられた旧橋梁の老朽化対策と周辺の悪線形、狭隘区間の改良のため道路改良工事が行われたため架け替えられた。総工費は1億7600万円。
植田跨線橋
植田跨道橋
- 全長：14.5m
- 幅員：6.5（16.5）m
- 形式：PC単純プレテン中空床版桁橋
- 竣工：2008年
- 施工：日本ピーエス

植田町本町1丁目から植田町下川原に跨り、橋北側の丁字路で接続しループ状に交差する福島県道20号いわき上三坂小野線を渡る。南側で鮫川橋に接続し、当橋梁は鮫川2号橋とも呼ばれる。鮫川橋の老朽化による架け替えに伴い関連橋梁として緊急地方道整備事業として建設された。総工費は2億100万円。
鮫川橋
錦橋
- 全長：48.0m
- 幅員：8.0m
- 竣工：1952年[4]

錦町字重殿・字綾ノ町に位置し、二級水系蛭田川を渡る。

## 地理

### 通過する自治体
- 福島県
  - いわき市

### 交差する道路

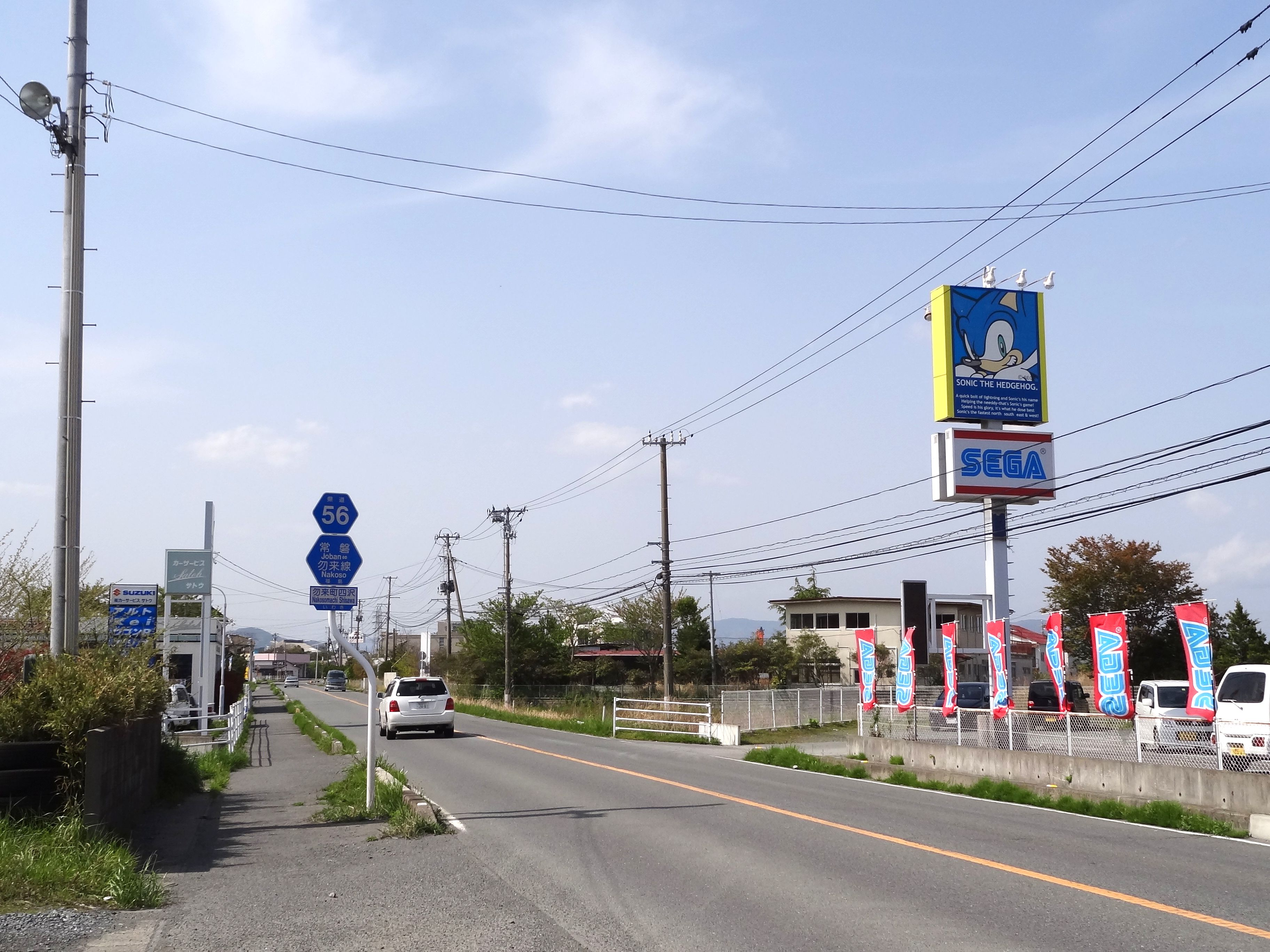
いわき市勿来町付近

- 福島県道14号いわき石川線（いわき市常磐湯本町字天王崎（天王崎交差点） 起点）
- 福島県道158号湯本停車場線（いわき市常磐湯本町字天王崎）
- 福島県道48号江名常磐線（いわき市常磐関船町字堀田）
- 福島県道14号いわき石川線 いわき石川バイパス（いわき市常磐白鳥町字蟹打）
- 福島県道240号釜戸小名浜線 小名浜方面（いわき市渡辺町田部字仲ノ町）
- 福島県道240号釜戸小名浜線 石川方面（いわき市渡辺町田部字深町）
- 福島県道10号日立いわき線 日立方面（いわき市植田町小名田）
- 福島県道10号日立いわき線 国道6号方面（いわき市植田町中央3丁目）
- 福島県道20号いわき上三坂小野線 平方面（福島県道239号泉岩間植田線重用区間）（いわき市植田町本町3丁目（植田町交差点））
- 福島県道20号いわき上三坂小野線 小野方面（いわき市植田町本町1丁目）
- 福島県道71号勿来浅川線（いわき市錦町大島（大島交差点））
- 国道289号（いわき市錦町鶴ケ町（鶴ケ町交差点））
- 国道6号（いわき市勿来町四沢字渋町（四沢交差点） 終点）

### 沿線
- 常磐郵便局
- 御幸山公園
- 湯本駅前郵便局
- 磐城天満宮・金比羅神社
- 磐崎郵便局
- いわき市立磐崎小学校
- いわき中部工業団地
- いわき市立渡辺小学校
- 福島県立勿来工業高等学校
- 福島県立磐城農業高等学校
- JR常磐線 植田駅
- 福島銀行植田支店
- 植田郵便局
- いわき市勿来市民会館
- 錦郵便局
- いわき市立錦中学校